# Génave (kommunhuvudort)
Génave är en kommunhuvudort i Spanien.   Den ligger i provinsen Provincia de Jaén och regionen Andalusien, i den centrala delen av landet, 240 km söder om huvudstaden Madrid. Génave ligger 820 meter över havet och antalet invånare är 592.
Terrängen runt Génave är kuperad åt sydost, men åt nordväst är den platt. Runt Génave är det glesbefolkat, med 12 invånare per kvadratkilometer. Närmaste större samhälle är La Puerta de Segura, 8,6 km söder om Génave. Omgivningarna runt Génave är i huvudsak ett öppet busklandskap.